# Life Is Full of Possibilities
Albums de Dntel
Something Always Goes Wrong
(2000) Dumb Luck
(2007)
Life Is Full of Possibilities est un album de Dntel sorti en 2001.

## Morceaux
| 1.    | Umbrella                             | Voix de Chris Gunst            | 4:43 |
| 2.    | Anywhere Anyone                      | Voix de Mia Doi Todd           | 4:37 |
| 3.    | Pillowcase                           |                                | 3:30 |
| 4.    | Fear of Corners                      |                                | 5:26 |
| 5.    | Suddenly Is Sooner Than You Think    | Voix de Meredith Figurine      | 5:43 |
| 6.    | Life Is Full of Possibilities        |                                | 6:30 |
| 7.    | Why I'm So Unhappy                   | Voix de Rachel Haden           | 7:00 |
| 8.    | Fireworks                            |                                | 6:48 |
| 9.    | (This Is) The Dream of Evan and Chan | Voix et paroles de Ben Gibbard | 5:45 |
| 10.   | Last Songs                           | Guitare par Paul Larson        | 4:43 |
| 55:04 |                                      |                                |      |